# Hyparrhenia bracteata
Hyparrhenia bracteata är en gräsart som först beskrevs av Alexander von Humboldt, Aimé Bonpland och Carl Ludwig von Willdenow, och fick sitt nu gällande namn av Otto Stapf. Hyparrhenia bracteata ingår i släktet Hyparrhenia och familjen gräs. Inga underarter finns listade i Catalogue of Life.